# Comunidad Papa Juan XXIII
La Comunidad Papa Juan XXIII es una asociación católica fundada por el sacerdote Oreste Benzi en 1968, con la apertura de la primera Casa-Familia, la cual funciona entorno de recuperar a todas aquellas personas marginadas de la sociedad, en condiciones extremas de vida, ya sean discapacitados, menores en riesgo social, drogadictos, prostitutas. 
En este momento existen alrededor de 500 casa-familia (300 en Italia).
La asociación tiene como vocación y carisma específico "seguir a Jesús pobre y siervo", "Compartir directamente la vida con los últimos de éste mundo"
También es de carácter misionero, está presente en veintisiete países del mundo, Europa, Asia, África y América Latina.

## Quiénes son
La Asociación Comunidad Papa Juan XXIII es una asociación internacional de fieles de derecho pontificio.
Fundada en 1968 por el padre Oreste Benzi, se compromete desde entonces, concretamente y de forma continua, para luchar contra la marginación y la pobreza. La Comunidad ata su vida a la de los pobres y oprimidos y vive con ellos, las 24 horas del día, creciendo en la relación con Cristo, porque solo aquellos que saben estar de rodillas pueden estar de pie, al lado de los pobres.
El compartir directo con los marginados, los rechazados y los despreciados es un camino incómodo, que te obliga a no cerrar los ojos ante las injusticias. Un camino que, una vez emprendido, fascina, captura, lleva a abandonar los mitos que a menudo conducen a la infelicidad. Hoy la Comunidad se sienta a la mesa, todos los días, con más de 41.000 personas en todo el mundo, con más de 500 casas donde se comparte la vida, entre casas familia, comedores, centros de acogida, comunidades terapéuticas, Chozas de Belén para personas sin hogar, familias abiertas y casas de oración. La Comunidad también opera a través de proyectos de emergencia humanitaria y cooperación al desarrollo, y está presente en las zonas de conflicto con su proprio cuerpo no violento de paz, “Operación Colomba”.
Desde el año 2006, APG23 (Asociación Papa Juan XXIII) está presente en Naciones Unidas con el Estatus de Consultivo Especial en Ecosoc (Consejo Económico y Social de las Naciones Unidas), siendo portavoz de los últimos del mundo allá donde los líderes internacionales toman las decisiones sobre el destino de la humanidad. Gracias a la fuerza de sus miembros, voluntarios y los que la apoyan, la Comunidad Papa Juan XXIII lleva a delante el gran proyecto de solidaridad del Padre Oreste: hacer familia con los que no la tienen. 

## Historia
1958
En los años ’50 el Padre Oreste, acompañando a los jóvenes de la Diócesis de Rimini trataba de organizar para ellos un “Encuentro simpático con Cristo”. Es por ello que en 1958 se constituyó con acto notarial la “Asociación para la formación religiosa de la juventud necesitada”.
En el mismo año, el Padre Oreste viajó a Estados Unidos: quería construir en los Dolomitas, en Alba de Canazei, una casa de vacaciones donde los jóvenes pudieran tener “un encuentro simpático con Cristo”. Después de dos viajes y miles de kilómetros por las calles de Estados Unidos, el Padre Oreste regresó a Italia con la cantidad de dinero necesaria para comprar la tierra y comenzar la construcción. Así nació la “Casa Madonna delle Vette”, con el plan del arquitecto de renombre internacional Ildo Avetta, al que se había dado instrucciones precisas: una casa para los muchachos, con mucho espacio para juegos, una sala grande y muchas pequeñas salas para los encuentros.
Los campamentos de verano, principal actividad de la asociación, siguieron adelante por todos los años '60, con siempre mayor participación de jóvenes y adolescentes.
1968
En el campamento de verano en 1968 en la “Casa Madonna delle Vette”se decidió involucrar activamente también a jóvenes con discapacidad, de familias e instituciones, mediante la aplicación del concepto de “Dónde estamos nosotros, también están ellos” y dándose cuenta de que “los miembros más débiles son los más necesarios” (1 Corintios 12:22) para la Iglesia y la sociedad.
1970
El Padre Oreste y un grupo de jóvenes de Rimini guiados por él, comenzaron a compartir la vida de las personas con discapacidad en el hogar “Sol et Salus”, en Torre Pedrera (RN).
1971
El 13 de julio se fundó la Asociación para la formación religiosa de los adolescentes “Papa Juan XXIII” que el año siguiente, con el Decreto del Presidente de la República N.º 596 del 5-7-1972 G.U. N.º 271, se reconoce como una entidad legal. De esta manera, la asociación pudo comenzar a actuar en el ámbito civil y legal en toda Italia.
1973
El encuentro con adultos que tenían problemas de salud mental, en un estado de abandono, originó en Coriano de Rimini la primera Casa Familia, para “dar una familia a los que no tienen”. A partir de ese momento, la Comunidad Papa Juan XXIII comenzó a preocuparse  por las nuevas situaciones de marginación, de malestar social, pobreza y abandono con los cuales entra en contacto. Más adelante, la Comunidad se ampliará y se extenderá primero en Italia y luego en todos los continentes.
1975
El obispo de Rímini, Mons. Emilio Biancheri, reconociendo la importancia de la asociación en la diócesis de Rímini, dirá: “La asociación es pequeña cosa en cuanto al número de integrantes, pero es muy grande su significado y su función en la diócesis”.
1976
La Comunidad comenzó a comprometerse seriamente en la acción social y no violenta con el fin de eliminar las causas que generan la exclusión, tratando de sensibilizar a la opinión pública y las instituciones, sobre el tema de la justicia, sobre la base del concepto “no hacer por caridad lo que se debe hacer por justicia”.
1977
Se publicó el primer número del periódico Sempre, la revista mensual de la Comunidad con el fin de “dar voz a quienes no la tienen”.
En el mismo año comenzó la experiencia de las Familias Sustitutas, lo que dará lugar en 1979 a la apertura de la primera “Casa de acogida de emergencia para niños”, una Casa Familia en la que tratamos de responder a las necesidades urgentes de los niños abandonados o de familias que en ese momento no son capaces de cuidarlos.
1979
Comienzan las actividades de las Cooperativas Sociales, para insertar en el mundo del trabajo a personas con discapacidad física y/o psíquica. En los años siguientes se abrirán las cooperativas educativas o mixtas, o sea educativas y al mismo tiempo de trabajo, para chicos con discapacidad severa o muy severa.
1980
Impulsados por el obispo de Rímini, Mons. Locatelli, se presta atención a las personas adictas a las drogas y se abre la primera Comunidad Terapéutica para la rehabilitación de dichas personas, en Igea Marina (RN).
En el mismo año, el padre Oreste Benzi pidió al obispo de Rímini un reconocimiento eclesial de la Comunidad. Después de un largo tiempo de reflexión, diálogo y oración se elaboró y escribió un “esquema de vida” en el que la Comunidad aclara la vocación a la que se siente llamada: seguir  a Jesús pobre, siervo y sufriente que expía el pecado del mundo, compartiendo directamente la vida  de los últimos, llevando una vida de pobres, dando espacio  a la oración y contemplación, dejándose guiar en la obediencia como confirmación de bien interpretar la voluntad del Señor, viviendo la fraternidad.
1983
Mons. Locatelli reconoce la “Comunidad Papa Juan XXIII” en el segundo grupo de las agregaciones eclesiales, de acuerdo con la nota pastoral de la CEI de 1981 “Criterios de eclesialidad de grupos, movimientos y asociaciones de fieles en la Iglesia”.
1984
Inauguración de la primera Casa de acogida de emergencia para adultos para responder prontamente a los adultos que se encuentran en situaciones de emergencia.
Se empieza a visitar las Cárceles para tratar de entender los problemas de los detenidos.
1985
Después de una profunda reflexión acerca de abrirse a la misionariedad (impulsada por una llamada de Mons. Denis Dejong, obispo de Ndola, en Zambia), el primer grupo de misioneros de la Comunidad viaja a Zambia para abrir una misión, el 23 de agosto de 1985
1986
Se abre la primera casa familia al extranjero en tierra de misión en la ciudad de Ndola, Zambia.
1987
De la idea de ir a buscar a los pobres que nunca te pedirán ayuda nace en Rímini la primera Choza de Belén, estructura apta para recibir a las personas sin hogar: se brinda a estas personas, además de acogerlos, también un recorrido de recuperación.
1988
Del deseo -  que el Espíritu suscitó en algunas personas – de retirarse en una vida de oración y contemplación, nace la primera Casa de Oración;  en estas estructuras la oración va de la mano con el compartir directo con personas que viven en graves dificultades; también se permite a otros, por periodos  cortos o largos, de probar este tipo de experiencia.
1989
Se toma la decisión de ir al encuentro de los jóvenes, siempre en busca de respuestas a sus vidas, no solo invitándolos a los campamentos de verano, sino yendo a conocerlos en los lugares que frecuentan: discotecas, pubs, conciertos y otros lugares de diversión. También comienza el compromiso con Roma y Sinti, pobres entre los pobres.
1990
El Padre Oreste, uno de los primeros en Italia, comienza con el compromiso de liberar a las mujeres víctimas de la trata y obligadas a la prostitución.
1991
Algunas estructuras de la Comunidad llegan a ser sustitutivas de la Cárcel de Menores.
1992
Con el conflicto en la ex-Yugoslavia algunos objetores de conciencia de la Comunidad   prueban a vivir la no violencia en zona de guerra y a compartir la vida con las personas afectadas por los conflictos. Toma vida de esta manera, la Operación Paloma, cuerpo no violento de paz.
1994
El Padre Oreste Benzi, dada la difusión mundial de la Comunidad Papa Juan XXIII, como fundador pide un reconocimiento canónico a la Iglesia de Roma presentando una carta al Consejo Pontificio para los Laicos, el 29 de junio. El esquema de vida es meditado y debatido más. De la nueva elaboración se escriben la “Carta de Fundación” y el “Estatuto”, además del “Directorio”, que aclara cómo aplicar los conceptos contenidos en los dos documentos anteriores. La Santa Sede por más de 4 años lleva a cabo sus investigaciones y profundiza su conocimiento sobre la Comunidad. Muchos cardenales y Obispos que conocen directamente la vida y las actividades de la “Comunidad Papa Juan XXIII” dan testimonio “de su firme y fiel pertenencia a la Iglesia Católica y su servicio evangélico y misionero”.
1995
Nace el Servicio Escuela del deseo de planificar y realizar una “escuela del gratuito”, construida a partir de los últimos, de manera que pueda también asegurar la integración escolar de las personas con discapacidad.
En ayuda de los ancianos que necesitan apoyo nació el Servicio de Ancianos.
1997 
Nace el servicio Maternidad Difícil y Vida con el objetivo de ayudar a las mujeres a llevar al nacimiento al niño que han concebido. Para crear conciencia sobre este tema y sobre la dignidad de los que van a nacer, se comienza a rezar frente a los hospitales en los días en que se practica el aborto.
1998
El 7 de octubre el Consejo Pontificio para los Laicos reconoce la “Comunidad Papa Juan XXIII” como Asociación internacional privada de fieles de derecho pontificio, con personalidad jurídica en la norma de los cánones 298a y 321 D 329 del Código de Derecho Canónico. Aprobó “ad experimentum” por 5 años el Estatuto y la Carta de Fundación.
2002
Nació el servicio Antisectas Oculta para liberar el gran número de personas, especialmente adolescentes y mujeres, embaucadas en el mundo de lo oculto, de las psico-sectas y del satanismo.
2003
Al final de su revisión, en junio, el Padre Oreste Benzi pide la aprobación definitiva del Estatuto y de la Carta de Fundación.
2004
Con Decreto en fecha 25 de marzo, Solemnidad de la Anunciación del Señor, el Consejo Pontificio para los Laicos confirma el reconocimiento de la Asociación “Comunitá Papa Giovanni XXIII” como Asociación privada internacional de fieles de derecho pontificio, de acuerdo con los cánones 298-311 y 321-329 del código de Derecho Canónico, aprobando definitivamente también el Estatuto y la Carta de Fundación.
En el editorial en la revista Sempre de julio el Padre Oreste Benzi lo define “un regalo de valor incalculable” porque “los hermanos y las hermanas miembros de la Comunidad y aquellos que viven el periodo de verificación vocacional pueden vivir gozosos y tranquilos en la certeza absoluta de que la vocación de la Comunidad es camino seguro para santificarse, construir el Reino de Dios, participar en la misión de salvación de la Iglesia, remover las causas de la marginación, realizar los cielos nuevos y la nueva tierra donde reina la justicia de Dios”.
2006
En septiembre el obispo de Rímini, Mons. Mariano de Nicoló introduce la causa de canonización de Sandra Sabatini. Después de una investigación sobre su vida, sus virtudes y fama de santidad, fue declarada Sierva de Dios.
2007
En la noche entre el 1 y el 2 de noviembre el Padre Oreste regresa al Padre.
2008
Giovanni Ramonda es elegido sucesor del Padre Oreste.
Para ayudar a las personas sordas , discriminadas por su discapacidad, en la plena integración  en la sociedad, y anunciarles el mensaje evangélico, nace el Servicio Pastoral para Sordos y sus familias.
2009
La “Comunidad Papa Juan XXIII” abre una representación en la sede de la ONU en Ginebra, para ser voz de los que no tienen voz.
2011
Se inicia el Servicio de Inmigración, para coordinar las actividades llevadas a cabo en este sector: se realiza un campamento de compartir en la ciudad de Patras, en Grecia, lugar de paso hacia Italia de muchos menores ilegal.
2012
Cinco años después de su muerte, se anuncia la  solicitud de apertura de la causa de Beatificación del Padre Oreste Benzi.
2014
Giovanni Ramonda es nuevamente confirmado como guía de la “Comunidad Papa Juan XXIII”. El 27 de septiembre se abre oficialmente el proceso de beatificación del Padre Oreste Benzi.
2018
El 6 de marzo de 2018 el papa Francisco aprobó las virtudes heroicas de Sandra Sabatini declarándola venerable.

## Identidad
Es muy difícil resumir en pocas líneas el carisma específico de la Comunidad Papa Juan XXIII y lo que está contenido en sus documentos fundacionales. Para profundizar más, por tanto, se aconseja leer la Carta de Fundación, el Estatuto y el Directorio.
El 25 de marzo de 2004, solemnidad de la Anunciación, la Asociación “Comunitá Papa Giovanni XXIII” ha sido definitivamente reconocida por la Iglesia por intermedio del Consejo Pontificio para los Laicos, como Asociación Internacional de Fieles de derecho pontificio con personalidad jurídica. Además, obtuvo la aprobación definitiva de los Estatutos y de la Carta de Fundación que es parte de ellos.
La vocación de la Comunidad consiste en conformar la propia vida a Jesús pobre, siervo, sufriente, que expía el pecado del mundo (Específico interior de la vocación ) y en compartir (por Jesús, con Jesús y en Jesús) la vida de los últimos (específico visible).
La asociación es una sola familia espiritual, compuesta por personas de diferente edad y estado de vida que se comprometen en responder al universal llamado a la santidad, a contribuir en la realización del Reino de Dios, en participar de la misión de salvación de  la Iglesia.
Las líneas de vida espiritual con las que la Comunidad Papa Juan XXIII quiere seguir a Cristo pobre, siervo, sufriente, están articuladas en cinco puntos.
Compartir la vida de los últimos. Los miembros de la Comunidad se comprometen a compartir directamente la vida de los últimos poniendo la propia vida con la vida de ellos, encargándose de su situación, poniendo su hombro bajo la cruz de ellos, aceptando hacerse liberar por el Señor a través de ellos.
Conducir una vida de pobres. Aquellos que han elegido este camino de santificación se modifican para conducir concretamente  una  vida  de  pobre  siguiendo  a  Jesús. El pobre que el Señor les hace encontrar modifica sus vidas, trastorna sus seguridades, puede pedir también el lugar en la familia. Los miembros de la Comunidad no se consideran propietarios o dueños sino administradores fieles, ya sea de los dones y de la gracia recibidos del Señor, como  del  dinero que llegan a tener. Ellos buscan las virtudes conexas con la vida de pobre: la frugalidad, la sencillez, el coraje de la verdad, la esencialidad, la humildad, el sacrificio acompañado de manera particular por la incomodidad.
Dar espacio a la oración y a la contemplación. Los miembros de la Comunidad, encuentran en la oración y en la contemplación el instrumento privilegiado para vivir y profundizar su relación de hijos hacia el Padre; tratan de hacer de la unión con Dios una dimensión de vida.
Dejarse guiar en la obediencia.  Para no correr en vano, aquellos que pertenecen a la Comunidad reconocen el servicio de confirmación y de guía ejercido por el responsable general.
Viviendo la fraternidad. El amor a Dios dirigido a los hermanos es la fraternidad. La prueba de que se ama a Dios es el amor a los hermanos (1Jn. 4,20). El signo de que se aman a  los  últimos  es dado  por  el  amor  existente  entre los  miembros  de  la  Comunidad.

## El "lado oscuro" del Movimiento Juan XXIII
Si bien no es un término oficial, se refiere a las críticas y controversias que han surgido en torno a la Comunidad Papa Juan XXIII, una organización católica internacional. Estas críticas se centran principalmente en la forma en que se llevan a cabo los retiros espirituales, las dinámicas internas de la comunidad y la autoridad ejercida por sus líderes. 

## Críticas y controversias:
- Dinámicas internas:  Se ha señalado que la comunidad podría tener dinámicas internas poco saludables, con énfasis en la obediencia ciega a los líderes y la supresión de la individualidad.
- Retiros:  Se cuestiona la estructura rígida y la falta de flexibilidad en los retiros, así como la posible manipulación psicológica para lograr la conversión.
- Autoridad:  Algunos críticos argumentan que los líderes ejercen una autoridad excesiva, sin rendir cuentas a la jerarquía eclesiástica o a los miembros de la comunidad.
- Aislamiento:  Se ha criticado que la comunidad puede promover el aislamiento social de sus miembros, limitando sus relaciones con personas externas a la organización.
- Falta de transparencia:  Se ha acusado a la comunidad de falta de transparencia en sus finanzas y toma de decisiones.

En defensa de la comunidad:
- Evangelización:  La comunidad defiende su labor de evangelización y conversión de personas alejadas de la Iglesia.
- Fraternidad:  Los miembros resaltan el ambiente de fraternidad y apoyo mutuo que se vive dentro de la comunidad.
- Crecimiento espiritual:  Se argumenta que la comunidad ofrece un camino de crecimiento espiritual y acercamiento a Dios.